# Церква Швеції
Це́рква Шве́ції (швед. Svenska kyrkan) — найбільша протестантська деномінація в Швеції та найбільша лютеранська церква у Всесвітній лютеранській федерації, член Порво Співтовариства (англікансько-лютеранська унія). Парафіянами церкви є близько 6,4 млн або 67,5 % населення Швеції. Однак, тільки 2 % відвідує богослужіння щотижня. До 2000 р. церква мала статус державної.
Назва «Церква Швеції» вперше з'явилася в законодавчому акті 1860 р. (у першому законі про незгодних). Ця назва була потрібна для того, щоб відрізняти Церкву Швеції від інших релігійних конфесій.
Церква Швеції — це:
- спільнота людей євангелічно-лютеранського віросповідання у Швеції, що об'єднує парафії та дієцезії;
- відкрита національна церква, яка співпрацює з демократичними організаціями через церковне служіння, що охоплює всю націю.

Главою Церкви Швеції є архієпископ Уппсали. 15 жовтня 2013 церкву вперше очолила жінка — архієпископом обрано Антьє Якелен, що обійняла посаду в 2014.

## Віровчення
Початок віровчення шведської церкви після реформації було закладено в 1536 під час правління короля Швеції Густава I Вази. На скликаному ним Синоді церкви у Швеції канонічне право Римо-католицької церкви було скасовано. Цей акт офіційно відділив церкву у Швеції від Папи Римського. У 1572 церква прийняла «Шведський церковний статут», в якому визначалася організаційна структура і характер самоврядної шведської церкви. Главою церкви відтепер став шведський король.
Офіційно шведська церква стала лютеранського віросповідання в 1593, коли Синод шведської церкви в Уппасалі прийняв Аугсбургське віросповідання, лютеранське віровчення було визнане обов'язковими для всього шведського королівства, а також видано було документ (лат. Confessio Fidei), згідно з яким були прийняті:
- Апостольський символ віри
- Нікейський символ віри
- Афанасіївський символ віри
- Аугсбурзьке сповідання
- Рішення Синоду в Уппсалі 1572 р.
- Рішення Синоду в Уппсалі 1593 р.

У 1686 Риксдаг прийняв «Книгу згоди», яка включає в себе також:
- Апологія аугсбурзького сповідання
- Шмалькальденські артикули
- Про владу та першість Папи
- Великий Катехізис Мартіна Лютера
- Малий Катехізис Мартіна Лютера
- Формула злагоди

У XIX—XX століттях були офіційно затверджені різні церковні угоди, в основному спрямовані на екуменізм:
- Уппсальске сповідання 1909 р., для повного євхаристійного спілкування з Церквою Англії
- Конституція Всесвітньої ради церков (ВРЦ)
- Конституція Всесвітньої лютеранської федерації (ВЛФ)
- «Хрещення, Євхаристія і Служіння», також відоме як «Лімський документ» (англ. Lima Document) «ВРЦ» у Лімі в 1982.
- Договір 1995 р. про спілкування з Незалежною Філіппінською церквою
- Вступила в Порво Спільноту в 1996[5] (англ. Porvoo Communion) для повного спілкування з іншими 11 церквами, які не є католицькими, але не порушили апостольську спадкоємність.

На практиці, тексти лютеранських віровчень відіграють другорядну ролю, натомість парафії спираються на лютеранські традиції, змішані з впливом інших християнських конфесій та різних церковних рухів, такі як «Низька церква», «Висока церква», Пієтизм («Стара церква») і Лестадіанство, які можуть бути встановлені на місцевому рівні, але не мають великого загальнонаціонального впливу.
З XX століття Церква Швеції проголошує «ліберальне християнство» і захищає права людини.

## Історія
Християнство прийшло до Швеції, як і в багато інших країн, через місіонерські чернечі ордени, моряків і торговців. Католицький чернець Ансгар вважається першим, хто прийшов з християнською проповіддю у Швецію в IX столітті. Так само вважається, що саме з його ініціативи перші християни у Швеції побудували першу церкву в місті Бірка на озері Меларен.

### Утворення шведської церкви
Важливою подією для християнства у Швеції було хрещення Улофа Шетконунга, який був першим християнським королем Швеції, ймовірно хрещений англійським місіонером. Його політика була спрямована на поширення християнства у Швеції. Місіонери проповідували християнство, будувалися католицькі монастирі, церкви в центрі поселень, як знак Божої присутності в світі. Завданнями церкви було не лише виховання людей в християнській вірі, але просвіта й охорона здоров'я. З часом церква стала в країні вельми могутньою силою, в тому числі найбагатшим землевласником: площа церковних володінь перевищувала загальну площу наділу землі, що належав шведським дворянам.

### Реформація
- У 1517 р. брати Олаус (Олаф) Петрі й Лаурентіус (Ларс) Петрі, сини коваля з Еребру, які приїхали в Німеччину для отримання освіти, стали свідками виступів Мартіна Лютера проти зловживань в Римо-Католицькій Церкві.
- У 1518 р. Олаус повернувся до Швеції, став дияконом і вчителем у Стренгнеській церковній школі. Спочатку до виступів Петрі негативно поставилися не тільки церковні ієрархи, а й звичайні прихожани, які кидали в проповідника каменями і палицями. Спочатку негативно до проповіді нового вчення поставився і новий король Швеції Густав I Ваза, який у 1523 р. видав указ, яким забороняв під загрозою позбавлення майна і страти вивчати твори М. Лютера. Однак складна внутрішньополітична ситуація змусила короля шукати як нових союзників всередині країни, так і додаткові джерела фінансування свого правління.
- У 1524 р. виник конфлікт між королем і папою Кліментом VII з приводу обрання нового архієпископа. В результаті цього відносини з папством були перервані й більше не поновлювалися. Реформа Церкви у Швеції здійснювалась поступово — з 1525 р. почалося проведення богослужінь на шведській мові, в 1526 р. на шведській був виданий Новий Заповіт, а в 1541 р. — вся Біблія, і король зобов'язав всі церкви придбати нові книги[6].
- У 1527 р. на Вестероському Риксдазі главою Церкви був проголошений король, а майно монастирів було конфісковано на користь корони. Справами Церкви стали керувати світські особи, призначені королем.
- У 1531 р. архієпископом Швеції став брат Олауса Лаурентіус. Під його керівництвом у 1536 р. в Уппсалі відбувся церковний Собор, на якому лютеранські церковні книги були визнані обов'язковими для всієї Швеції. Целібат був скасований.
- У 1571 р. Лаурентіусом Петрі був розроблений «Шведський церковний статут», в якому визначалася організаційна структура і характер самоврядної Шведської Церкви. Пастори і миряни отримували можливість вибирати єпископів, однак остаточне затвердження кандидатів стало прерогативою короля[7]. Зважаючи на відсутність у Швеції запеклого протистояння між римо-католиками і прибічниками Реформації, яке мало місце в країнах Центральної Європи, зміни в зовнішньому характері богослужінь не мали сильних відмінностей від Римо-Католицької Церкви. Тому шведський обряд прийнято вважати зразком «високоцерковної» традиції в лютеранстві. Також формально вважається, що Церква Швеції має Апостольську спадкоємність, так Лауренті Петрі був ордінований на єпископа Петром Магнуссоном, єпископом Вестероським, посвяченим у свій сан в Римі[8].

Реформація була проведена і в Фінляндії, коли була вона частиною королівства Швеції. Першим лютеранським єпископом в Фінляндії (в м. Або) став Мікаель Аґрікола, який склав перший буквар фінської мови і переклав фінською Новий Заповіт і частини Старого Заповіту Святого Письма.
- У 1718 р. була спроба об'єднання Шведської і Англіканської церкви, яка провалилася через опір консервативного шведського єпископату, що звинувачував англікан у надмірному кальвінізмі.

### Пієтизм і рух віри

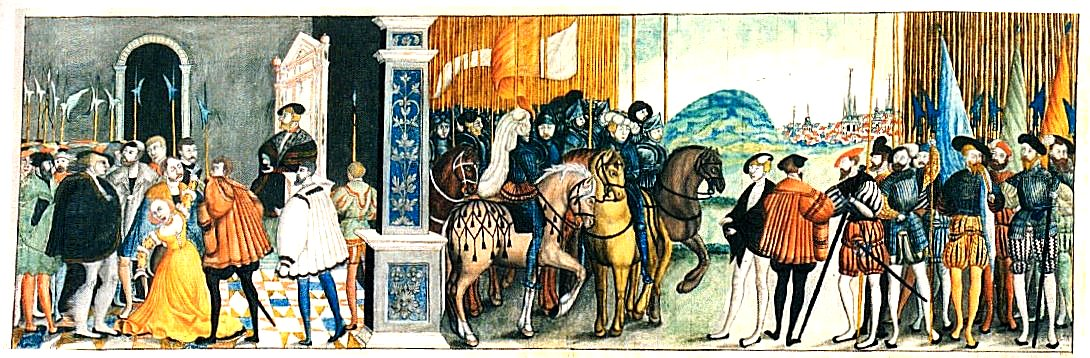
Особиста перемога Густава I Вази над образом Католицької Церкви — жінка в жовтому одязі на колінах

З кінця XVII століття в країні став поширюватися пієтизм, позиції якого підсилилися після поразки Швеції в Північній війні.
- Оскільки це стало розглядатися як загроза єдності церкви, то 12 січня 1726 р. був прийнятий «Закон про молитовні збори» (конвектільплакат), який забороняв зібрання віруючих поза церковними будівлями.

Тим не менше на початку XIX століття в країні стали поширюватися рівайвелістський рух віри, в проповіді яких важливу роль стали грати парафіяльні священики або просто миряни. Одним з найбільш відомих проповідників того періоду став Карл Улоф Росеніус.
- У 1858 р. «конвектільплакат» був скасований, що стимулювало розвиток «вільноцерковного руху».

### XX століття
- У 1958 р. шведський парламент ухвалив закон, що дозволяє жінкам отримувати рукоположення у клір (в тому числі бути пасторами і єпископами).
- Перші такі ординації були вчинені в квітні 1960 р.[9].
- У 1992 р. Церква Швеції вступила в Порвоо Спільноту (англ. Porvoo Communion)[5] і підписала угоду про повне спілкуванні з іншими 11 церквами, які не є католицькими, але не порушили апостольську спадкоємність.
- 1 січня 2000 р. Церква Швеції була відокремлена від держави (секуляризація)[10]. Тим не менш із відділенням церкви від держави набув чинності «Закон про Церкву Швеції» (швед. Lag om Svenska kyrkan), який контролює церкву, щоб вона була лютеранською, національною та демократичною.

### XXI століття
- У 2007 р. Церква Швеції почала благословляти одностатеві шлюби і дозволила ординувати геїв і лесбійок[11].
- З 1 листопада 2009 р. Церква Швеції реєструє одностатеві шлюби[12]. Це рішення було прийнято на церковному засіданні 176 голосами проти 63 і 11 утрималися[13]. Таким чином Церква Швеції стає однією з перших церков у світі, що відходить від поняття гетеросексуального шлюбу як традиційного. Згідно з дослідженням у 2008 р. 71 % шведів вважає, що одностатеві шлюби повинні бути дозволені[14].
- 8 листопада 2009 р. в Церкві Швеції проголосили єпископом Стокгольму неприховану 55-річну лесбійку Еву Брунне. Ритуал поставлення на єпископа відбувся в Уппсальському Кафедральному соборі[15]. Ева Брунне стала першою у світі єпископом-лесбійкою і п'ятою жінкою-єпископом у Швеції.
- У 2020 році жінки становлять 50,1 % від загальної кількості священиків — вперше в історії Шведської церкви. Це перша в світі християнська деномінація, в якої священнослужителів жінок більше ніж чоловіків.[16]

## Церковна структура
Церква Швеції розділена на тринадцять дієцезій (швед. stift). Дієцезія розділена на «контракти» (швед. kontrakt), які розділені на парафії (швед. församlingar). Один або кілька округів можуть разом сформувати більший прихід (швед. pastorat).

## Ставлення до гомосексуальності
Представники Церкви Швеції не вважають гомосексуальність гріхом.
- 27 жовтня 2005 р. Асамблея Церкви Швеції ухвалила рішення благословляти гомосексуальні статеві союзи та створила відповідний обряд. У відповідь на це Синод Російської православної церкви повідомив про призупинення двосторонніх відносин.[17]
- 1 листопада 2009 р. набуло чинності рішення церковного Собору про вінчання одностатевих шлюбів.[18]
- 8 листопада 2009 р. єпископом Стокгольму стала відкрита лесбійка Ева Брунне.[19]

| Прапор Швеції | Це незавершена стаття про Швецію. Ви можете допомогти проєкту, виправивши або дописавши її. |